# Munidopsis lentigo
Munidopsis lentigo is een tienpotigensoort uit de familie van de Munidopsidae. De wetenschappelijke naam van de soort is voor het eerst geldig gepubliceerd in 1983 door Williams & Van Dover.